# 稅務局 (香港)

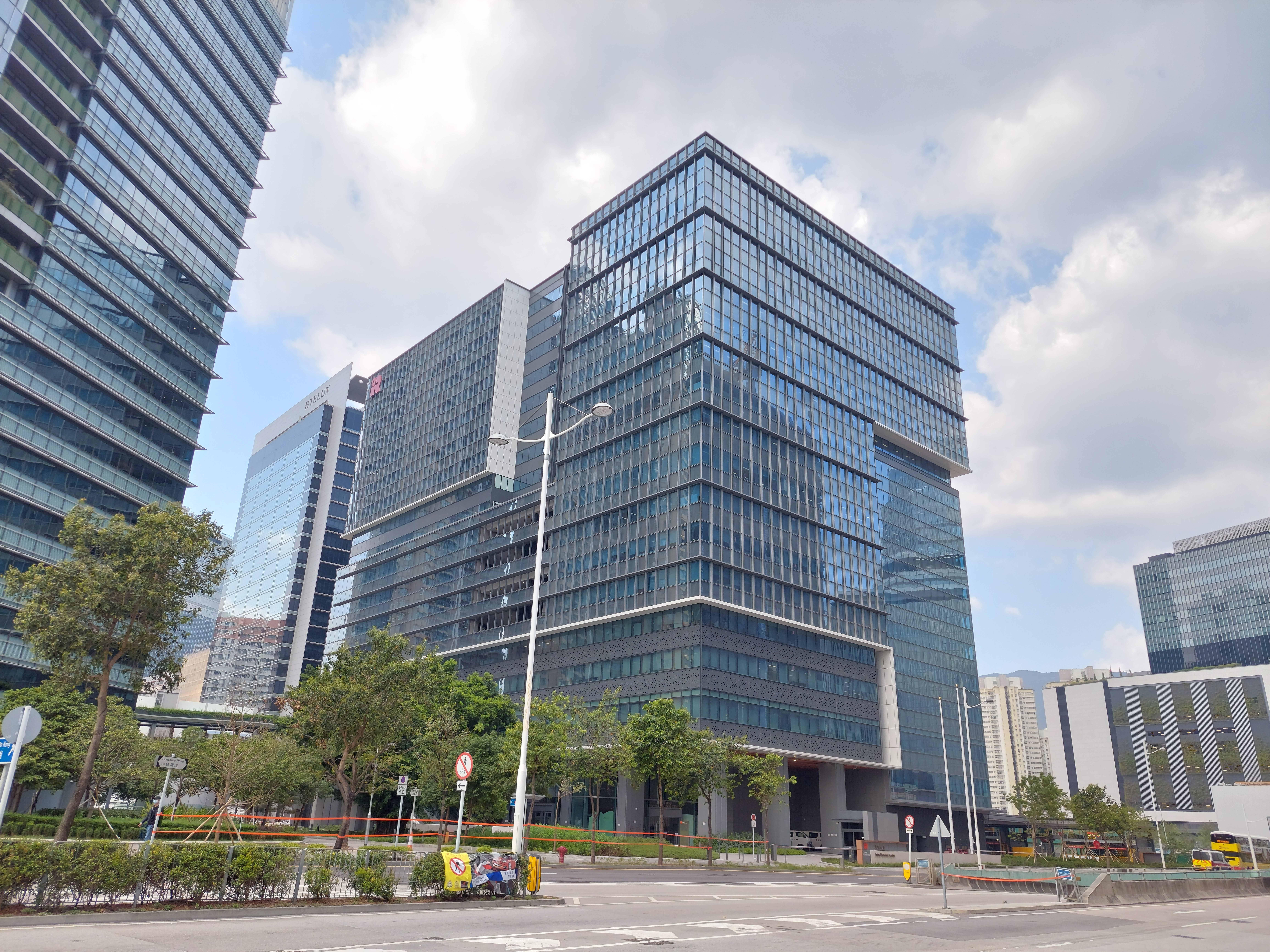
税務局總部設於啟德税務中心

税務局（簡稱税局，IRD）是中華人民共和國香港特別行政區政府財經事務及庫務局轄下的部門，專責處理香港稅務事宜。現任税務局局長為陳施維。
税務局原位於香港灣仔告士打道5號税務大樓，自2023年5月15日起已完成搬遷至啟德協調道5號的稅務中心。

## 職能
税務局主要負責香港法例指定的稅務及課稅有關工作，包括直接稅及間接稅。在2007至08年度收取稅款2,007億元，較上一年度增加456億元或29.4%。在收取的稅款總額中，利得稅及印花稅合共佔71.3%。 2017-18年度整體稅收增至3,286億元，較上年度增加384億元，或13.2%。利得稅和印花稅佔總稅收71.3%。

## 歷任局長
- Eric William Pudney（1947年5月1日－1951年2月1日）
- William Prew Watson（1951年2月2日－1957年5月26日）
- William James Drysdale（1958年4月1日－1963年7月15日）
- 德輝（Arthur Daniel Duffy，1963年7月16日－1972年5月11日）
- Frank Evelyn Rainbow（1972年5月12日－1975年1月26日）
- 祁達賢（Ronald Vincent Giddy，1975年1月27日－1979年9月19日）
- 黎達（Victor Alfred Ladd，1979年9月20日－1985年7月31日）
- 歐陽富（1985年8月1日－1996年4月23日）
- 黃河生（1996年4月24日－1999年8月18日）
- 單羅玉蓮（署理）
- 蘇信（署理）
- 劉麥懿明（2002年8月1日－2009年12月6日）
- 朱鑫源（2009年12月7日－2013年6月19日）
- 黃權輝（2013年6月20日－2020年8月19日）
- 譚大鵬（2020年8月20日－2024年10月7日）
- 陳施維（2024年10月8日－）

## 相關法例
- 第108章《博彩稅條例》
- 第111章《遺產稅條例》遺產稅條例 存廢的論點 （页面存档备份，存于）
- 第112章《稅務條例》: 內容包括 物業稅、薪俸稅、利得稅。
- 第117章《印花稅條例》
- 第289章《儲稅券條例》
- 第310章《商業登記條例》
- 第348章《酒店房租稅條例》
- 《2005年收入(豁免離岸基金繳付利得稅)條例草案》（2006年3月1日）

## 外部連結
- 香港特別行政區政府 稅務局 （页面存档备份，存于）
- 香港電台節目《舊日的足跡》訪問稅務局局長 劉麥懿明女士[]
- 《2005年收入（豁免離岸基金繳付利得稅）條例草案》 （页面存档备份，存于） 2006年3月1日